# 道の駅庄川
道の駅庄川（みちのえき しょうがわ）は、富山県砺波市庄川町示野（しめの）にある国道156号の道の駅である。
1997年に東砺波郡庄川町が道の駅に登録した。

## 概要
庄川町出資の第三セクター「庄川開発」によってレストラン、商業施設などを備えた「エントランスタウン庄川」として整備し、1991年（平成3年）4月26日に開業。その中の「エントランス庄川」が道の駅の構成施設として登録された。また、2001年（平成13年）にはまちの駅としても登録された（登録名は「ゆずの駅庄川」、現在は登録から外れている）。
2017年（平成29年）4月1日より庄川峡観光協同組合に運営が移管され、同年6月27日にリニューアルオープンした（当初は4月にオープンを予定）。新設したフードコートでは郷土料理の「よごし」や特産品の「ゆず」を使用したメニューのほか、自家焙煎珈琲を提供している。

## 施設
- 駐車場
  - 普通車：43台[1]
  - 大型車：15台[1]
  - 身障者用：1台[1]
- トイレ
  - 男：15器
  - 女：11器
  - 身障者用：1器
- マルシェ（農産物直売所、9:00 - 18:00）[1][9][11]
- フードコート（9:00 - 18:00）[1][11]
- 情報コーナー（観光案内所、9:00 - 18:00）[1][11]

### 管理団体
- 運営：庄川峡観光協同組合[9][10]

## 休館日
- 毎週火曜日[1]
- 年末年始[1]

## アクセス
- 国道156号 - 登録路線
- E8 北陸自動車道 砺波ICより約15分。

## 周辺
- 道の駅井波 - 当駅からは直線距離で約1.4kmの位置にあり、全国の道の駅では最も駅間の距離が短いとされている[12]。
- 庄川水記念公園